# Molophilus (Molophilus) aricola
Molophilus (Molophilus) aricola is een tweevleugelige uit de familie steltmuggen (Limoniidae). De soort komt voor in het Oriëntaals gebied.